# Episoder af Outlander
Outlander er en tv-dramaserie med tidsrejser baseret på Outlander-bogserien af Diana Gabaldon.

## Serieoversigt
| Sæson | Sæson | Afsnit | Oprindeligt sendedato (i USA) | Oprindeligt sendedato (i USA) |
| Sæson | Sæson | Afsnit | Først sendt                   | Sidst sendt                   |
| ----- | ----- | ------ | ----------------------------- | ----------------------------- |
|       | 1     | 16     | 9. august 2014                | 30. maj 2015                  |
|       | 2     | 13     | 9. april 2016                 | 9. juli 2016                  |
|       | 3     | 13     | 10. september 2017            | 10. december 2016             |
|       | 4     | 13     | 4. november 2018              | 27. januar 2019               |
|       | 5     | 13     | 16. februar 2020              | 10. maj 2020                  |

## Afsnit

### Sæson 1 (2014-15)
| Nr. i serie | Nr. i sæson | Titel                          | Instruktør    | Forfatter                          | Oprindelig sendedato | Tv-seertal i USA (mio.) |
| ----------- | ----------- | ------------------------------ | ------------- | ---------------------------------- | -------------------- | ----------------------- |
| 1           | 1           | "Sassenach"                    | John Dal      | Ronald D. Moore                    | 9. august 2014       | 0.72                    |
| 2           | 2           | "Castle Leoch"                 | John Dahl     | Ronald D. Moore                    | 16. august 2014      | 0.90                    |
| 3           | 3           | "The Way Out"                  | Brian Kelly   | Matthew B. Roberts                 | 30. august 2014      | 1.00                    |
| 4           | 4           | "The Gathering"                | Brian Kelly   | Matthew B. Roberts                 | 6. september 2014    | 0.84                    |
| 5           | 5           | "Rent"                         | Brian Kelly   | Toni Graphia                       | 6. september 2014    | 0.95                    |
| 6           | 6           | "The Garrison Commander"       | Brian Kelly   | Ira Steven Behr                    | 20. september 2014   | 1.10                    |
| 7           | 7           | "The Wedding"                  | Anna Foerster | Anne Kenney                        | 20. september        | 1.23                    |
| 8           | 8           | "Both Sides Now"               | Anna Foerster | Ronald D. Moore                    | 27. september 2014   | 1.42                    |
| 9           | 9           | "The Reckoning"                | Richard Clark | Matthew B. Roberts                 | 4. april 2015        | 1.22                    |
| 10          | 10          | "By the Pricking of My Thumbs" | Richard Clark | Irva Steven Behr                   | 11. april 2015       | 0.86                    |
| 11          | 11          | "The Devil's Mark"             | Mike Barker   | Toni Graphia                       | 18. april 2015       | 1.09                    |
| 12          | 12          | "Lallybroach"                  | Mike Barker   | Anne Kenney                        | 25. april 2015       | 1.11                    |
| 13          | 13          | "The Watch"                    | Metin Hüseyin | Toni Graphia                       | 2. maj 2015          | 1.05                    |
| 14          | 14          | "The Search"                   | Metin Hüseyin | Matthew B. Roberts                 | 9. maj 2015          | 1.08                    |
| 15          | 15          | "Wentworth Prison"             | Anna Foerster | Ira Steven Behr                    | 16. maj 2015         | 1.01                    |
| 16          | 16          | "To Ransom a Man's Soul"       | Anna Foerster | Irva Steven Behr & Ronald D. Moore | 30. maj 2015         | 0.98                    |

### Sæson 2 (2016)
| Nr. i serie | Nr. i sæson | Titel                               | Instruktør        | Forfatter                         | Oprindelig sendedato | Tv-seertal i USA (mio.) |
| ----------- | ----------- | ----------------------------------- | ----------------- | --------------------------------- | -------------------- | ----------------------- |
| 17          | 1           | "Through a Glass, Darkly"           | Metin Hüseyin     | Ronald D. Moore                   | 9. april 2016        | 1.461.46                |
| 18          | 2           | "Not in Scotland Anymore"           | Metin Hüseyin     | Ira Steven Behr                   | 16. april            | 1.24                    |
| 19          | 3           | "Useful Occupations and Deceptions" | Anne Kenney       | Richard Kahan                     | 23. april 2016       | 1.21                    |
| 20          | 4           | "Useful Occupations and Deceptions" | Metin Hüseyin     | Anne Kenney                       | 23. april 2016       | 1.13                    |
| 21          | 5           | "Untimely Resurrection"             | Douglas Mackinnon | Richard Kahan                     | 7. maj 2016          | 1.13                    |
| 22          | 6           | "Best Laid Schemes..."              | Metin Hüseyin     | Matthew B. Roberts                | 14. maj 2016         | 1.03                    |
| 23          | 7           | "Faith"                             | Metin Hüseyin     | Toni Graphia                      | 21. maj 2016         | 1.10                    |
| 24          | 8           | "The Fox's Lair"                    | Mike Barker       | Annne Kenney                      | 28. maj 2016         | 1.06                    |
| 25          | 9           | "Je Suis Prest"                     | Phillip John      | Matthew B. Roberts                | 4. juni 2016         | 0.94                    |
| 26          | 10          | "Prestonpans"                       | Phillip John      | Ira Steven Behr                   | 11. juni 2016        | 0.82                    |
| 27          | 11          | "Vengeance is Mine"                 | Mike Barker       | Diana Gabaldon                    | 18. juni 2016        | 0.86                    |
| 28          | 12          | "The Hail Mary"                     | Phillip John      | Ira Steven Behr & Anne Kenney     | 25. juni 2016        | 1.05                    |
| 29          | 13          | "Dragonfly in Amber"                | Phillip John      | Toni Graphia & Matthew B. Roberts | 9. juli 2016         | 1.15                    |

### Sæson 3 (2017)
| Nr. i serie | Nr. i sæson | Titel               | Instruktør           | Forfatter                         | Oprindelig sendedato | Tv-seertal i USA (mio.) |
| ----------- | ----------- | ------------------- | -------------------- | --------------------------------- | -------------------- | ----------------------- |
| 30          | 1           | "The Battle Joined" | Brendan Maher        | Ronald D. Moore                   | 10. september 2017   | 1.49                    |
| 31          | 2           | "Surrender"         | Jennifer Getzinger   | Anne Kenney                       | 17. september 2017   | 1.40                    |
| 32          | 3           | "All Debts Paid"    | Brendan Maher        | Matthew B. Roberts                | 24. september 2017   | 1.55                    |
| 33          | 4           | "Of Lost Things"    | Brendan Maher        | Toni Graphia                      | 1. oktober 2017      | 1.59                    |
| 34          | 5           | "Freedom & Whisky"  | Brendan Maher        | Toni Graphia                      | 8. oktober 2017      | 1.60                    |
| 35          | 6           | "A. Malcolm"        | Norma Bailey         | Matthew B. Roberts                | 22. oktober 2017     | 1.72                    |
| 36          | 7           | "Crème de Menthe"   | Norma Bailey         | Karen Campbell                    | 29. oktober 2017     | 1.52                    |
| 37          | 8           | "First Wife"        | Jennifer Getzinger   | Joy Blake                         | 5. november 2017     | 1.64                    |
| 38          | 9           | "The Doldrums"      | David Moore          | Shannon Goss                      | 12. november 2017    | 1.49                    |
| 39          | 10          | "Heaven and Earth"  | David Moore          | Luke Schelhaas                    | 19. november 2017    | 1.23                    |
| 40          | 11          | "Uncharted"         | Charlotte Brandström | Karen Campbell & Shannon Goss     | 26. november 2017    | 1.40                    |
| 41          | 12          | "The Bakra"         | Charlotte Brandström | Luke Schelhaas                    | 3. december 2017     | 1.51                    |
| 42          | 13          | "Eye of the Storm"  | Matthew B. Roberts   | Matthew B. Roberts & Toni Graphia | 10. december 2017    | 1.43                    |

### Sæson 4 (2018–19)
| Nr. i serie | Nr. i sæson | Titel                   | Instruktør         | Forfatter                         | Oprindelig sendedato i USA | TV-seere i USA (mio.) |
| ----------- | ----------- | ----------------------- | ------------------ | --------------------------------- | -------------------------- | --------------------- |
| 43          | 1           | "America the Beautiful" | Julian Holmes      | Matthew B. Roberts & Toni Graphia | 4. november                | 1.08                  |
| 44          | 2           | "Do No Harm"            | Julian Holmes      | Karen Campbell                    | 11. november 2018          | 0.87                  |
| 45          | 3           | "The False Bride"       | Ben Bolt           | Jennifer Yale                     | 18. november 2018          | 0.86                  |
| 46          | 4           | "Common Ground"         | Ben Bolt           | Joy Blake                         | 25. november 2018          | 0.96                  |
| 47          | 5           | "Savages"               | Denise Di Novi     | Bronwyn Garrity                   | 2. december                | 0.96                  |
| 48          | 6           | "Blood of My Blood"     | Denise Di Novi     | Shaina Fewell                     | 9. december 2018           | 1.04                  |
| 49          | 7           | "Down the Rabbit Hole"  | Jennifer Getzinger | Shannon Goss                      | 16. december 2018          | 1.12                  |
| 50          | 8           | "Wilmington"            | Jennifer Getzinger | Luke Schelhaas                    | 23. december 2018          | 0.91                  |
| 51          | 9           | "The Birds & The Bees"  | David Moore        | Matthew B. Roberts & Toni Graphia | 30. december 2018          | 1.01                  |
| 52          | 10          | "The Deep Heart's Core" | David Moore        | Luke Schelhaas                    | 6. januar 2019             | 1.16                  |
| 53          | 11          | "If Not For Hope"       | Mairzee Almas      | Shaina Fewell & Bronwyn Garrity   | 13. januar 2019            | 1.27                  |
| 54          | 12          | "Providence"            | Mairzee Almas      | Karen Campbell                    | 20. januar 2019            | 1.27                  |
| 55          | 13          | "Man of Worth"          | Stephen Woolfenden | Toni Graphia                      | 27. januar 2019            | 1.45                  |

### Sæson 5 (2020)
| Nr. i serie | Nr. i sæson | Titel                       | Instruktør         | Forfatter                         | Oprindelig sendedato i USA | TV-seere (mio.) |
| ----------- | ----------- | --------------------------- | ------------------ | --------------------------------- | -------------------------- | --------------- |
| 56          | 1           | "The Fiery Cross"           | Stephen Woolfenden | Matthew B. Roberts                | 16. februar 2020           | 0.82            |
| 57          | 2           | "Between Two Fires"         | Stephen Woolfenden | Toni Graphia & Luke Schelhaas     | 23. februar 2020           | 0.79            |
| 58          | 3           | "Free Will"                 | Jamie Payne        | Luke Schelhaas                    | 1. marts 2020              | 0.77            |
| 59          | 4           | "The Company We Keep"       | Jamie Payne        | Barbara Stepansky                 | 8. marts 2020              | 0.76            |
| 60          | 5           | "Perpetual Adoration"       | Meera Menon        | Alyson Evans & Steve Kornacki     | 15. marts 2020             | 0.73            |
| 61          | 6           | "Better to Marry Than Burn" | Meera Menon        | Stephanie Shannon                 | 22. marts 2020             | 0.82            |
| 62          | 7           | "The Ballad of Roger Mac"   | Stephen Woolfenden | Toni Graphia                      | 29. marts 2020             | 0.81            |
| 63          | 8           | "Famous Last Words"         | Stephen Woolfenden | Danielle Berrow                   | 12. april 2020             | 0.78            |
| 64          | 9           | "Monsters and Heroes"       | Annie Griffin      | Shaina Fewell                     | 19. april 2020             | 0.84            |
| 65          | 10          | "Mercy Shall Follow Me"     | Annie Griffin      | Megan Ferrell Burke               | 26. april 2020             | 0.85            |
| 66          | 11          | "Journeycake"               | Jamie Payne        | Diana Gabaldon                    | 3. maj 2020                | 0.87            |
| 67          | 12          | "Never My Love"             | Jamie Payne        | Matthew B. Roberts & Toni Graphia | 10. maj 2020               | 0.86            |